# いてもたっても
「いてもたっても」は、平井堅の楽曲である。2019年5月29日に配信限定シングルとして発売された。

## 解説
2019年6月公開の日本映画「町田くんの世界」の主題歌。前作「half of me」から約6か月を経て発表された、平井にとって「桔梗が丘」に続く2曲目の配信限定曲である。
これまでにも数多の映画主題歌を担当してきた平井が、石井裕也監督から渡された映画の概要と脚本を読み、「町田くんの見ている世界」に音をつけられたらという気持ちで、「人はなぜ恋をするのか？」というテーマで書き下ろした楽曲。「愛らしい、ハッピーな曲」という映画制作側の意向に沿いつつ、恋する人の「純粋とエゴイズム」を瑞々しい視点で表現している。「いてもたっても」というタイトルは町田くんの走ってる姿を見て思い浮かんだもので、楽曲作りのスタートでもあったという。
ミュージック・ビデオは監督に中根さや香を初めて起用。「恋をすると人はどうなるのか」をテーマに、恋をした時の魔法にかけられたようにコントロール不能な「いてもたっても」いられない気持ちを表現するため、平井は白塗りメイクの魔法使い役を演じた。なお、映画版MVもある。

## 収録曲
| #         | タイトル           | 作詞・作曲 | 編曲      | 時間 |
| --------- | ------------------ | ---------- | --------- | ---- |
| 1.        | 「いてもたっても」 | 平井堅     | UTA       | 3:20 |
| 合計時間: | 合計時間:          | 合計時間:  | 合計時間: | 3:20 |